# Paul Whetnall
Paul E. Whetnall (* 19. Februar 1947 in Birmingham; † 1. Mai 2014) war ein englischer Badmintonspieler. Susan Whetnall war seine Ehefrau. Gemeinsam hatten sie zwei Kinder, Sohn Andrew und Tochter Claire.

## Karriere
Paul Whetnall gewann 1970 und 1976 jeweils Bronze bei den Europameisterschaften im Herreneinzel. Er siegte unter anderem bei den Belgian International, den US Open, den Dutch Open, den Scottish Open, den German Open und den Südafrikanischen Meisterschaften. Vier Mal wurde er nationaler englischer Meister. Seine größten Erfolge waren Silbermedaillengewinne bei den Commonwealth Games 1970 und 1974. Als Trainer arbeitete er für die Canadian Badminton Association und für Badminton England. Er leitete unter anderem das englische Team bei den Commonwealth Games 1986 in Edinburgh und 1990 Auckland, wobei sein Team bei beiden Veranstaltungen Gold gewann. 1983 und 1989 war er englischer Nationaltrainer bei den Weltmeisterschaften.

## Sportliche Erfolge
| Saison | Veranstaltung                             | Disziplin    | Platz | Name                            |
| ------ | ----------------------------------------- | ------------ | ----- | ------------------------------- |
| 1965   | England: Einzelmeisterschaft der Junioren | Mixed        | 1     | Paul Whetnall / L. V. Veasey    |
| 1968   | Dutch Open                                | Mixed        | 1     | Paul Whetnall / Angela Bairstow |
| 1969   | Belgian International                     | Mixed        | 1     | Paul Whetnall / Margaret Boxall |
| 1969   | Scottish Open                             | Herrendoppel | 1     | Ray Sharp / Paul Whetnall       |
| 1970   | Scottish Open                             | Herreneinzel | 1     | Paul Whetnall                   |
| 1970   | Commonwealth Games                        | Herreneinzel | 2     | Paul Whetnall                   |
| 1970   | England: Einzelmeisterschaften            | Mixed        | 1     | Paul Whetnall / Margaret Boxall |
| 1970   | England: Einzelmeisterschaften            | Herreneinzel | 1     | Paul Whetnall                   |
| 1970   | Europameisterschaft                       | Herreneinzel | 3     | Paul Whetnall                   |
| 1970   | US Open                                   | Mixed        | 1     | Paul Whetnall / Margaret Boxall |
| 1974   | Commonwealth Games                        | Mixed        | 2     | Paul Whetnall / Nora Gardner    |
| 1974   | Scottish Open                             | Mixed        | 1     | Paul Whetnall / Nora Gardner    |
| 1974   | Scottish Open                             | Herreneinzel | 1     | Paul Whetnall                   |
| 1975   | Südafrikanische Meisterschaft             | Herreneinzel | 1     | Paul Whetnall                   |
| 1975   | England: Einzelmeisterschaften            | Herreneinzel | 1     | Paul Whetnall                   |
| 1975   | Südafrikanische Meisterschaft             | Herrendoppel | 1     | Paul Whetnall / Ray Stevens     |
| 1975   | Schweden: Internationale Meisterschaften  | Mixed        | 3     | Paul Whetnall / Barbara Giles   |
| 1975   | Südafrikanische Meisterschaft             | Mixed        | 1     | Paul Whetnall / Susan Whetnall  |
| 1976   | Europameisterschaft                       | Herreneinzel | 3     | Paul Whetnall                   |
| 1976   | German Open                               | Herreneinzel | 1     | Paul Whetnall                   |
| 1976   | Scottish Open                             | Herreneinzel | 1     | Paul Whetnall                   |
| 1976   | US Open                                   | Herreneinzel | 1     | Paul Whetnall                   |
| 1976   | England: Einzelmeisterschaften            | Herreneinzel | 1     | Paul Whetnall                   |
| 1980   | Scottish Open                             | Herreneinzel | 1     | Paul Whetnall                   |
| 1997   | Senioren-Europameisterschaft O50          | Herrendoppel | 1     | Ray Sharp / Paul Whetnall       |

## Bibliographie
- Paul Whetnall, Sue Whetnall: Badminton, Pelham Books, London 1975